# 유달산
유달산(儒達山)은 전라남도 목포시 유달동, 목원동, 죽교동에 있는 높이 228미터의 산이다. 목포 8경의 하나로  목포의 자랑이자 상징과도 같고, 목포의 영산으로 알려져 있다. 정상에서 다도해와 목포 시가지의 모습을 볼 수 있으며, 작은 산임에도 산의 기세가 병풍의 수폭처럼 기암괴석이 어우러져 병풍처럼 보인다 해서 예로부터 호남의 "개골산"(금강산의 겨울 별칭)이라는 별명을 가지고 있다. 
일등바위(유달산 정상), 이등바위, 삼등바위와 달성사 등이 있다. 왕자귀나무 자생지이기도 하다.
가수 이난영이 부른 〈목포의 눈물〉 기념비와 이순신 장군의 동상이 서 있다.
대한민국 최초의 조각공원인 목포조각공원이 유달산 어귀에서 생겼으며 조각작품 100점이 전시되어 있다. 밤에는 유달산 정상부터 각 봉우리에 조명이 켜져 경관을 더한다. 비가 오지 않는다면 그 광경을 직접 볼 수 있다. 다만 환경 오염의 소지가 커 광주전남 환경운동연합은 유달산의 야간 조명을 10대 환경 뉴스로 꼽기도 했다.
유달산은 4월에는 유달산 꽃축제(구. 유달산 개나리축제)가 열려 수많은 인파가 몰린다. 유달산의 볼거리는 정상에 올랐을 때 보이는 다도해 절경에 있다. 유달산은 228m로 그 높이가 낮지만 목포시 한가운데서 보는 다도해의 절경이 아름다우며 낙조대로도 많은 사람들이 찾는다.  그 밖에 오목대, 전시관, 난공원, 특정자생식물원 등이 있어 쉼터 겸 탐방객에게 볼거리를 제공하고 있다.

## 유달산 둘레길
- 정식 둘레길은 아니지만, 등산로가 유달산 중턱을 서로 이어져 있어 일종의 둘레길 역할을 한다.
- 코스 : 유선각 윗쪽 갈림길 ~ 아리랑고개 갈림길(이정표에서 이등바위/소요정 방향) ~ 낙조대 갈림길 ~ 해양대후문 갈림길 ~ 어민동산 갈림길 ~ 소요정 ~ 관운각 ~ 유선각 윗쪽 갈림길)

## 같이 보기
- 한국의 산